# Paradelphomyia reducta
Paradelphomyia reducta là một loài ruồi trong họ Limoniidae. Chúng phân bố ở miền Cổ bắc.